# TuS Haste 01
Maillots
Le  TuS Haste 01 est un club sportif allemand localisé dans le district de Haste au Nord-Est de la ville d’Osnabrück en Basse-Saxe.

## Histoire
Le club fut fondé au tout début du XXe siècle comme Association sportive et de carnaval.
Il resta plutôt anonyme dans les ligues inférieures jusqu’après la Seconde Guerre mondiale.
En 1945, le club fut dissous par les Alliés, comme tous les clubs et associations allemands (voir Directive no 23). Le club fut ensuite rapidement reconstitué et reprit tout aussi rapidement son appellation de TuS Haste 01.
À partir de 1947, la DFB reprit la pleine totalité de des prérogatives qu’elle avait du abandonner lors de l’arrivée au pouvoir des Nazis en 1933 (voir DRL/NSRL. La fédération nationale allemande créa cinq ligues, les Oberligen de niveau 1. La région Nord fut couverte par l’Oberliga Nord. Directement sous celle-ci se trouvèrent des ligues dont le nom et la structure varia selon les localistations. En Basse-Saxe, fut ouverte une ligue nommée Landesliga et qui fut subdivisée en cinq groupes: Braunschweig, Bremen, Hannover, Hildesheim, et Osnabrück (celui-ci prit le nom de Weser-Ems pour la saison 1948-1949).
Le TuS Haste 01 fut versé dans la Landesliga, Groupe Osnabrück où il termina vice-champion derrière l'Eintracht Osnabrück.
En vue de la saison 1949-1950, les cinq groupes de la Landesliga furent regroupés en deux séries (Est et Ouest) qui formèrent l’Amateuroberliga Niedersachsen au niveau 2. Versé dans l’Amateurliga Niedersachsen West, le TuS Haste 01 termina dernier et fut relégué.
Le cercle revint dans cette série pour la saison 1959-1960. Il évolua dans la seconde partie du classement pendant cinq championnats. Classé 7e en 1964, le TuS Haste resta dans cette ligue qui était ramenée à une seule série pour la saison suivante et qui devenait le niveau 3 à la suite de la création de la Bundesliga et à l’instauration des Regionalligen au niveau 2.
Au terme de la compétition 1966-1967, le TuS 01 termina à la troisième place. Lors du tour final, il décrocha le droit de monter en Regionalliga Nord. L’aventure tourna court. Classé dernier, le cercle redescendit après une saison.
Il rejoua en Amateuroberliga Niedersachsen jusqu’en 1974.Lors de la saison 1974-1975, cette ligue prit le nom de Landesliga Niedersachesen l’année précédente et recula au niveau 4, à la suite de la création de la 2. Bundesliga et l’instauration de l’Oberliga Nord comme niveau 3. 
Dernier en 1975, le TuS Haste 01 descendit au niveau 5.
Par la suite, le cercle n’apparut dans les plus hautes ligues régionales.

## Saisons
Les derniers saisons du club:
| Saison    | Division                       | Classification |
| 2006–2007 | Bezirksliga Weser-Ems Groupe 5 | 7°             |
| 2007–2008 | Bezirksliga Weser-Ems Groupe 5 | 7°             |
| 2008–2009 | Bezirksliga Weser-Ems Groupe 5 | 3°             |
| 2009–10   | Bezirksliga Weser-Ems Groupe 5 | 2°             |
| 2010–11   | Bezirksliga Weser-Ems Groupe 5 | 9°             |
| 2011–12   | Bezirksliga Weser-Ems Groupe 5 | °              |